# Tricarico
Tricarico is een gemeente in de Italiaanse provincie Matera (regio Basilicata) en telt 6115 inwoners (31-12-2004). De oppervlakte bedraagt 177,0 km², de bevolkingsdichtheid is 35 inwoners per km².

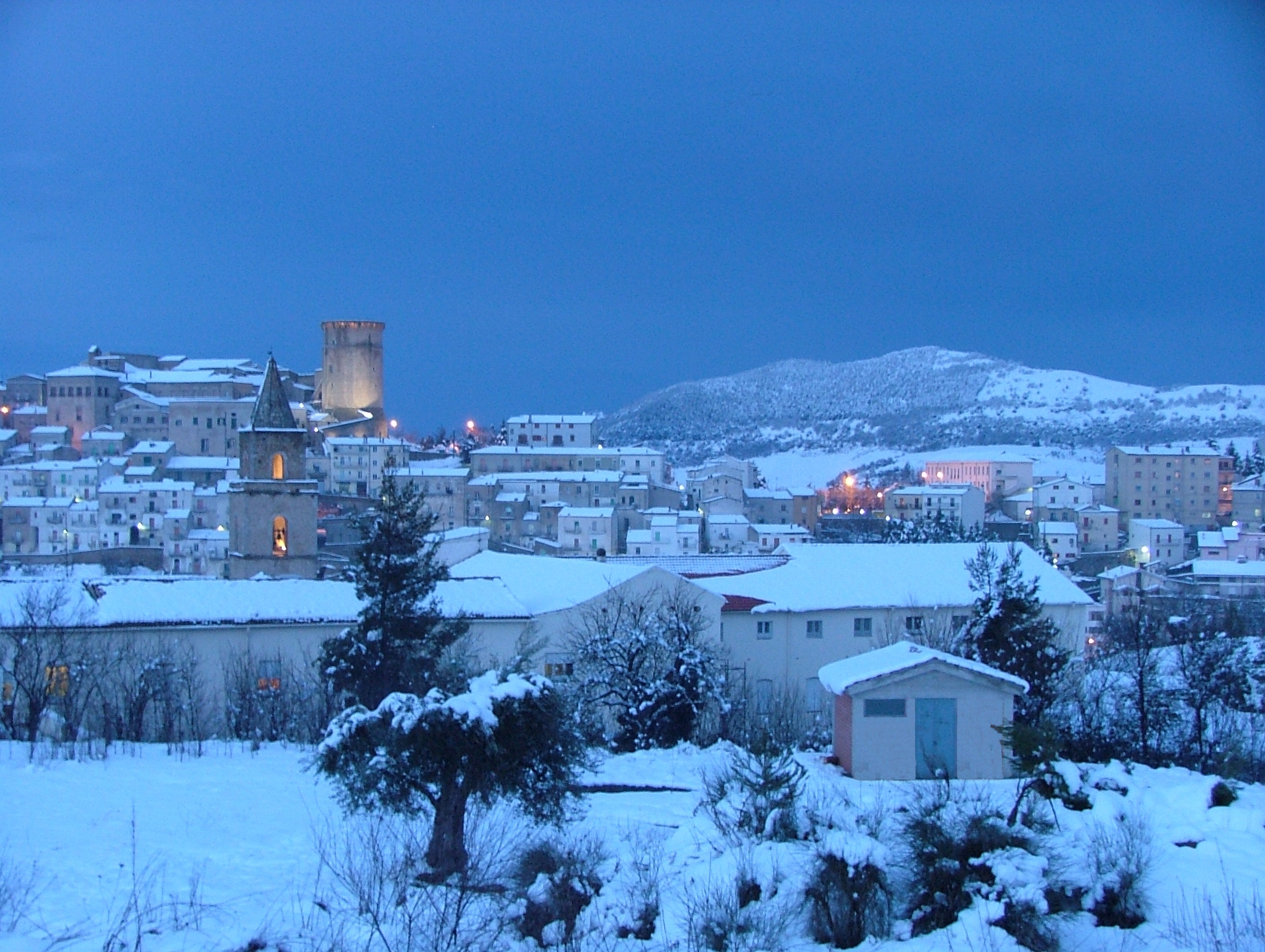

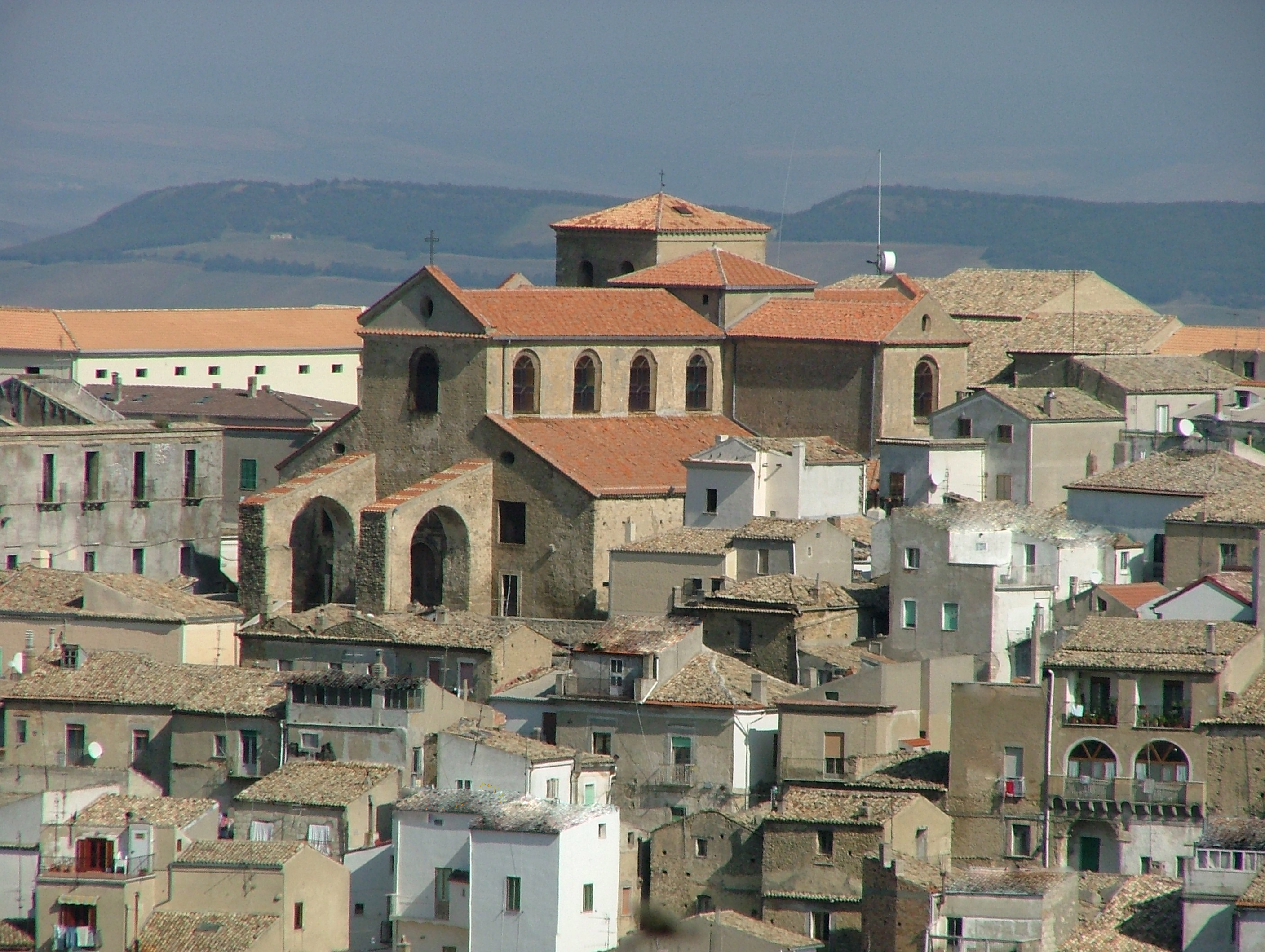
Cathedral of Tricàrico

## Demografie
Tricarico telt ongeveer 2306 huishoudens. Het aantal inwoners daalde in de periode 1991-2001 met 10,0% volgens cijfers uit de tienjaarlijkse volkstellingen van ISTAT.
| Jaar | Inwoneraantal |
| ---- | ------------- |
| 1991 | 7017          |
| 2001 | 6318          |

## Geografie
De gemeente ligt op ongeveer 698 m boven zeeniveau.
Tricarico grenst aan de volgende gemeenten: Albano di Lucania (PZ), Brindisi Montagna (PZ), Calciano, Grassano, Grottole, Irsina, San Chirico Nuovo (PZ), Tolve (PZ), Vaglio Basilicata (PZ).
Accettura · Aliano · Bernalda · Calciano · Colobraro · Craco · Ferrandina · Garaguso · Gorgoglione · Grassano · Grottole · Irsina · Matera · Miglionico · Montalbano Jonico · Montescaglioso · Nova Siri · Oliveto Lucano · Pisticci · Policoro · Pomarico · Rotondella · Salandra · San Giorgio Lucano · San Mauro Forte · Scanzano Jonico · Cirigliano · Stigliano · Tricarico · Tursi · Valsinni
1. ↑  https://demo.istat.it/?l=it.